# Церква святого Юрія (Кокошинці)
Церква святого Юрія в Кокошинцях — парафія і храм греко-католицької громади Гримайлівського деканату Бучацької єпархії Української греко-католицької церкви в селі Кокошинці Чортківського району Тернопільської области.
Оголошена пам'яткою архітектури місцевого значення (охоронний номер 1875).

## Історія церкви
Церква Святого Юрія, збудована з мурованого каменю у 1873 році, є дочірньою до парафії села Красне, тому греко-католики Кокошинців відвідували богослужіння в храмі Пресвятої Трійці в Красній.
У 1960 році церкву закрила радянська влада. У 1989 році храм відкрили у підпорядкуванні РПЦ, а у 1994 році парафія повернулася в лоно УГКЦ.
При парафії діє братство «Апостольство молитви».
На честь 360-річчя заснування села Кокошинці за кошти і силами парафіян та жертводавців була збудована Хресна дорога. Її проєкт розробили Леонід і Олег Ковальчуки, а будівництво очолював Олег Ковальчук (ініціатива священників о. Тараса Рогача та о. Олега Сарабуна). Основними жертводавцями були ректор Тернопільського медуніверситету Леонід Ковальчук, фермер Іван Гута та професор медуніверситету Володимир Бігуняк. 30 травня 2010 року Хресну дорогу освятив Апостольський Адміністратор Бучацької єпархії Димитрій Григорак.

## Парохи
- о. Тома Прокопович (до 1832),
- о. Григорій Прокопович (1832, ймовірно, син о. Томи),
- о. Теодор Саєвич (1832—1838),
- о. Іван Пацлавський (1838—1850),
- о. Йосиф Сокульський (1850—1851, член «Галицько-руської матиці»),
- о. Михайло Барусевич (1851—1852),
- о. Йосиф Домбчевський (1852—1853),
- о. Семен Ляхович (1853—1891),
- о. Клим Слюзар (1891—1892),
- о. Дмитро Ксьонжек (1892—1943),
- о. Володимир Процишин (1943—1944),
- о. Степан Котик (1944—1960),
- о. Євграф Ржепецький,
- о. Олег Скібньовський (1992—1994, ПЦУ)
- о. Олег Сарабун (з 1994).